# Therapeutic Advances in Gastroenterology
Therapeutic Advances in Gastroenterology, скорочено Ther. Adv. Gastroenterol. – науковий журнал, що видається SAGE. Наразі журнал виходить шість разів на рік. У ньому публікуються статті з усіх галузей гастроентерології.
Імпакт-фактор у 2019 році становив 3,520. Згідно зі статистикою ISI Web of Knowledge, журнал посідає 19-те місце серед 76 журналів у категорії «Гастроентерологія та гепатологія».